# 홍콩의 코로나19 범유행
다음은 홍콩에서의 코로나19 범유행에 관한 설명이다.

## 경과

### 2020년 1월
2020년 1월 6일, 홍콩 방역당국인 위생방호센터(衛生防護中心, CHP)는 방역대상 확대를 위해 신고대상 질환 목록에 '미확인 폐렴'(unidentified pneumonia)을 추가했다고 밝혔다. 아울러 홍콩 당국은 병원 방문을 최소화하고 방문객들에게 마스크를 쓸 것을 권고하는 한편, 홍콩 내 공항과 철도역에서 운행되는 우한행 노선의 감시를 강화하였다. 2020년 1월 첫째 주 기간 동안 우한에서 홍콩으로 넘어온 관광객 중 30명이 관련 증세를 보여 진단을 받았으나 대부분은 다른 호흡기 질환으로 판명되었다.
1월 22일, 선전시에서 넘어온 39세 남성이 폐렴 증세를 보여 방역당국이 조사에 들어갔다. 이 남성은 전달 우한시를 방문한 것으로 알려졌다. 검진 결과 신종 코로나바이러스 양성 반응을 보여 홍콩섬 퀸 메리 병원에 수용되었다. 같은 날, 우한시를 방문한 경력이 있는 홍콩 마온산 거주 56세 남성도 양성 반응을 보여 감염확진자 두 명이 추가되었다.
홍콩 정부는 홍콩 산가이 사이궁구에 위치한 휴양지 '레이디 맥로스 할리데이 빌리지'(Lady MacLehose Holiday Village)를 격리자 수용본부로 지정한다고 밝혔다. 1월 23일, 홍콩 방역당국은 기존 확진자로부터 밀접 접촉된 신규 확진자가 세명 추가되어 격리조치하였다고 밝혔다. 이날 확진자는 의료기관 직원 두 명에 오스트레일리아 관광객 한 명이다. 홍콩 관광청은 코로나바이러스 확산을 우려하는 차원에서 춘절컵 축구대회와 나흘간 진행될 예정이던 춘절 축제를 취소한다고 밝혔다.
1월 24일 홍콩 방역당국은 신종 코로나바이러스 감염 확진자가 한 명 추가되어, 이날까지 홍콩 내 확진자는 총 다섯 명으로 집계되었다고 밝혔다.
홍콩 최대 규모의 오락시설인 홍콩 디즈니랜드 리조트와 오션파크 홍콩, 마담 투소 홍콩이 1월 26일부로 휴장에 들어갔다. 개장 여부는 차후 공고를 통해 안내한다고 각 시설 측은 밝혔다.

### 2020년 9월
정부는 사회적 거리 두기 조치의 추가적인 완화를 발표했다. 이 가운데 식당들의 식사 시간이 자정까지 연장됐고, 앞서 문을 열지 않았던 술집과 펍, 일부 상장된 구내도 다시 문을 열 수 있었다. 관련 규정은 금요일부터 7일간 시행된다.
소피아 찬 식품보건부 장관은 오늘 기자회견에서 전염병이 계속 완화되고 점차적으로 안정되고 있다고 말했다. 또한, 보편적 공동체 검사 프로그램은 지역사회에서 보이지 않는 많은 환자들을 찾아냈으며, 이것은 전염병을 더욱 안정시키는 데 도움이 될 것이다. 따라서 정부는 계속 점진적으로 긴장을 풀어나갈 자신이 있다고 하였다.
최근 식당에서의 회식 금지는 오전 0시부터 4시 59분까지이며, 시설의 고객 수는 구내 좌석 수의 절반을 초과하지 않아야 하며, 같은 테이블에 앉아 있는 최대 4명은 변동이 없어야 한다.